# Verscio
Verscio (in dialetto ticinese Versc) è una frazione di 1 120 abitanti del comune svizzero di Terre di Pedemonte, nel Canton Ticino (distretto di Locarno).

## Geografia fisica
Il territorio di Verscio confina a est con la frazione di Tegna e a ovest con quella di Cavigliano. A sud, lungo il fiume Melezza, confina con Losone. A nord, verso la Vallemaggia, confina con Avegno Gordevio.

## Storia

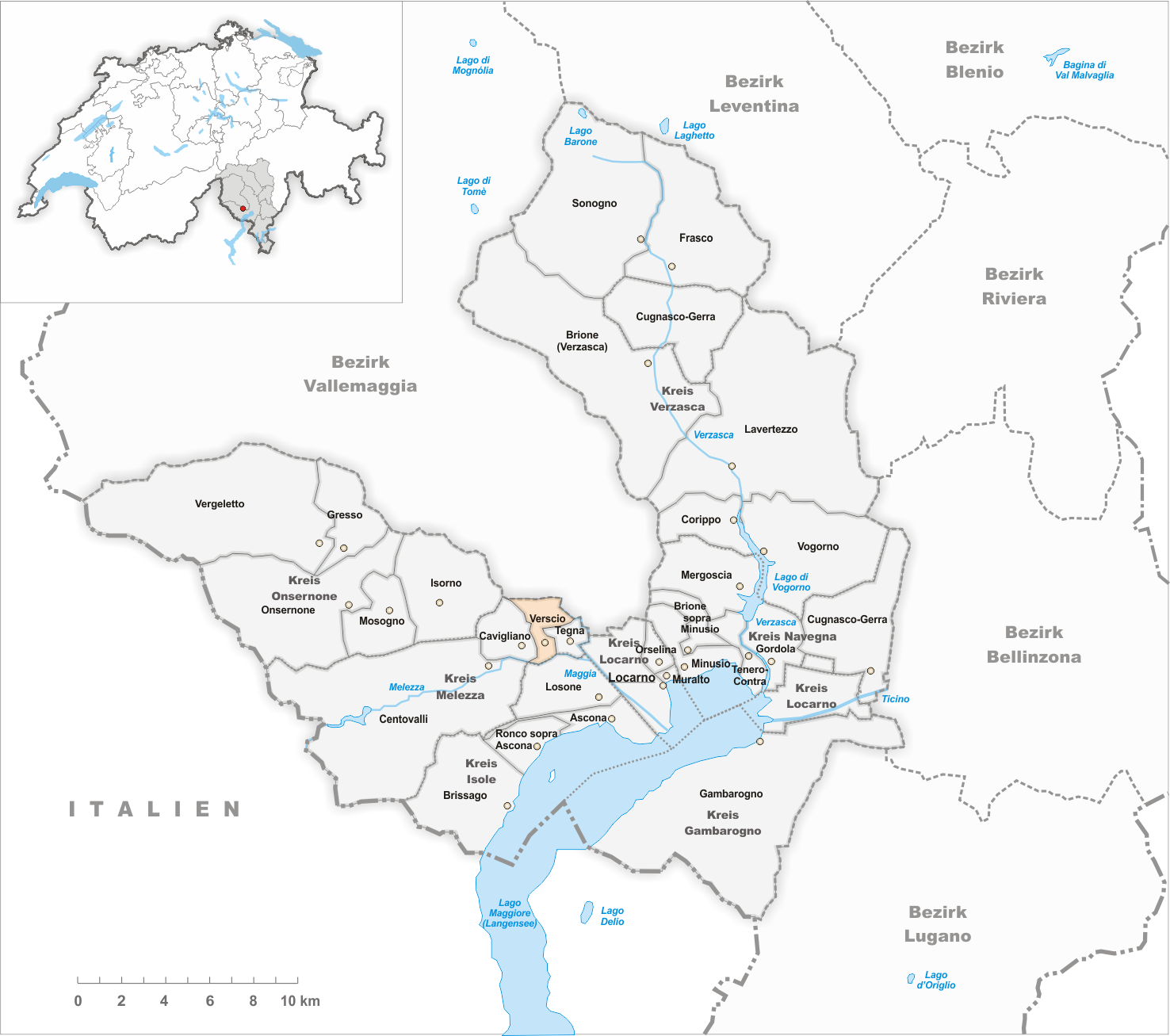
Il territorio del comune di Verscio prima degli accorpamenti comunali del 2012

Già comune autonomo che si estendeva per 3,8 km², nel 2013 è stato accorpato agli altri comuni soppressi di Cavigliano e Tegna per formare il comune di Terre di Pedemonte. La fusione era stata approvata dal Gran Consiglio ticinese il 10 agosto 2012.
Già il 22 settembre 2002 si erano tenute votazioni consultive per il progetto di aggregazione in nuovo comune, che avrebbe avuto il nome di "Pedemonte", ma l'aggregazione fu bocciata a causa della votazione negativa della popolazione di Tegna. Il 25 settembre 2011 una seconda votazione consultiva approvò invece l'aggregazione con un voto favorevole del 66,42% a Cavigliano, dell'85,74% a Verscio e del 52,56% a Tegna).

## Monumenti e luoghi d'interesse

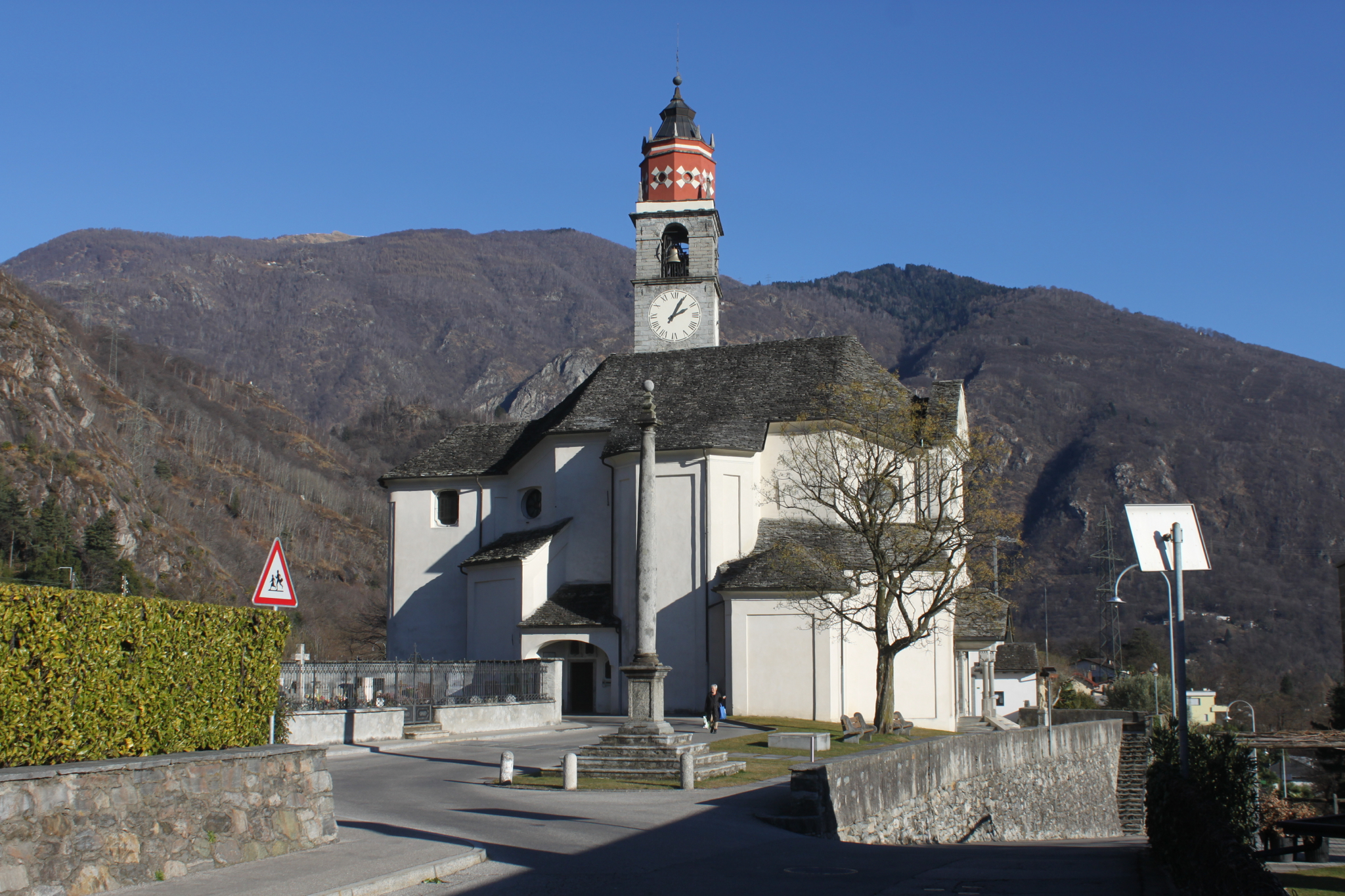
La chiesa parrocchiale di San Fedele

- Chiesa parrocchiale di San Fedele, del 1214[4];
- Casa Cavalli, palazzo signorile del XIII secolo[senza fonte];
- Casa Leoni, complesso architettonico della seconda metà del XVII secolo[senza fonte].

## Società

### Evoluzione demografica
L'evoluzione demografica è riportata nella seguente tabella:
Abitanti censiti

## Infrastrutture e trasporti

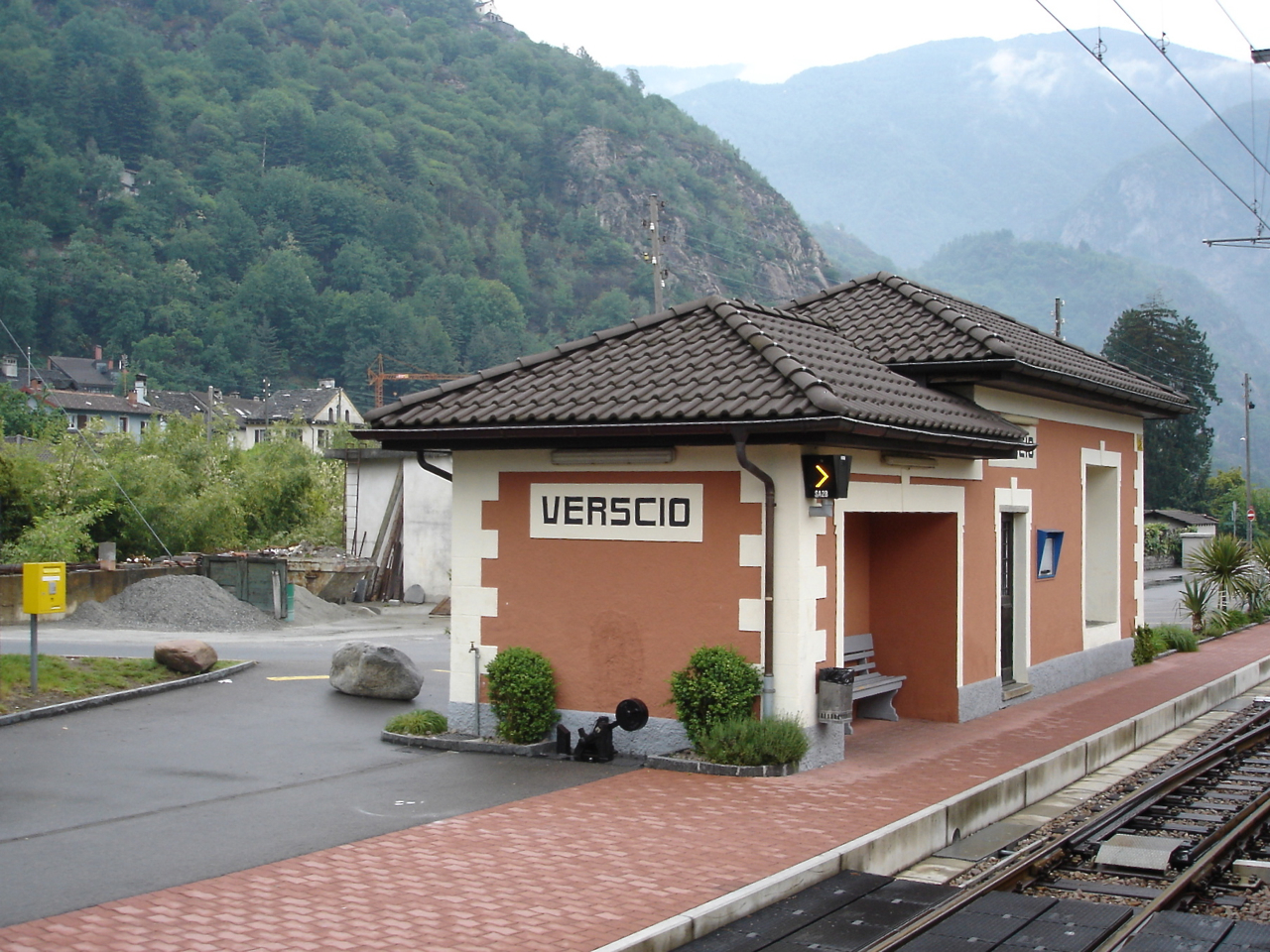
La stazione di Verscio

Il paese è servito dalla stazione di Verscio della ferrovia Domodossola-Locarno.

## Amministrazione
Ogni famiglia originaria del luogo fa parte del cosiddetto comune patriziale e ha la responsabilità della manutenzione di ogni bene ricadente all'interno dei confini della frazione.